# Eduard Gajdoš
Eduard Gajdoš (* 5. března 1960 Nitra) je bývalý slovenský fotbalista, útočník.

## Fotbalová kariéra
V československé lize hrál za Plastiku Nitra. V československé lize nastoupil v 63 utkáních a dal 14 gólů. V nižších soutěžích hrál za Slovan Agro Levice. V sezoně 1985/86 se stal nejlepším střelcem I. SNFL s 16 brankami.

## Ligová bilance
| Ročník                                      | Zápasy | Góly | Minuty | Klub               |
| ------------------------------------------- | ------ | ---- | ------ | ------------------ |
| 1. československá fotbalová liga 1983/84    | 2      | 0    | 53     | Plastika Nitra     |
| 1. slovenská národní fotbalová liga 1983/84 | 17     | 5    | -      | Chemlon Humenné    |
| 1. slovenská národní fotbalová liga 1984/85 | 27     | 6    | -      | Chemlon Humenné    |
| 1. slovenská národní fotbalová liga 1985/86 | 28     | 16   | -      | Plastika Nitra     |
| 1. československá fotbalová liga 1986/87    | 28     | 6    | 2 301  | Plastika Nitra     |
| 1. československá fotbalová liga 1987/88    | 29     | 8    | 2 148  | Plastika Nitra     |
| 1. československá fotbalová liga 1988/89    | 4      | 0    | 146    | Plastika Nitra     |
| 1. slovenská národní fotbalová liga 1988/89 | 15     | 8    | -      | Slovan Agro Levice |
| LIGA CELKEM                                 | 63     | 14   | 4 648  |                    |